# Сорокин, Николай Евгеньевич
Никола́й Евге́ньевич Соро́кин (15 февраля 1952 — 26 марта 2013) — советский и российский актёр театра и кино, театральный режиссёр, педагог, политик.
Народный артист РФ (1999). Заместитель председателя Ростовского отделения Союза Театральных деятелей РФ. Художественный руководитель и директор Ростовского академического театра драмы имени Максима Горького. Депутат Государственной думы Российской Федерации III созыва.

## Биография
Родился на хуторе Казачий Весёловского района Ростовской области.
С ранних лет грезил актёрской профессией, и в 1971 году осуществил мечту детства, поступив на актёрский курс РУИ к прославленному мастеру, народному артисту СССР М. И. Бушнову.
В 1975 году, по окончании училища, Николай Сорокин был принят в труппу местного драматического театра, с которым в дальнейшем была связана вся его жизнь. В 1984 году получил высшее образование, окончив актёрско-режиссёрский факультет ГИТИСа (мастерская народной артистки СССР Э. А. Быстрицкой). Он мог бы остаться работать в Москве, но, как истинный патриот своего края, донской казак телом и душой, он стремился вернуться в родные пенаты.
Никогда не изменял родному театру драмы, отчего безусловно выиграл и он сам, и конечно благодарный донской зритель. За годы в театре им сыграно множество разнаплановых ролей — собеседниками становились Шекспир, Брехт, Достоевский, Островский, Гоголь, Чехов, Шолохов. С ними рождались и творились образы, в спорах яснее становилась мысль, понятная современному зрителю, интересная и важная самому артисту.
В 1996 году Николай Евгеньевич Сорокин назначен художественным руководителем Ростовского академического театра драмы имени Максима Горького, с 2007 года — директор театра. Став руководителем театра, он не стал делать репертуар под себя, а щедро предоставляет сцену режиссёрам Москвы, Санкт-Петербурга, Рязани, также приглашаются постановщики из ближнего и дальнего зарубежья.
С 1999-го по 2003 год вновь жил и работал в Москве (член фракции «Единство», затем политической партии «Единая Россия», депутат Государственной думы РФ III созыва, заместитель председателя комитета по культуре и туризму). Однако Николай Евгеньевич, как истинный профессионал, совмещает работу в Госдуме в Москве с руководством театра в Ростове-на-Дону.
С 2004 года Николай Сорокин занимался преподавательской деятельностью. Профессор Ростовского филиала Санкт-Петербургского государственного университета культуры и искусств. Среди его учеников актёры Виталий Белау и Лидия Омутных, по окончании университета работают в Москве, снимаются в кино.
Актёр, режиссёр, педагог, политик — Сорокин всегда был в центре событий. Фактуру, классический стиль в одежде, тембр голоса Николая Евгеньевича, любой, без преувеличения ростовчанин узнавал в толпе, в аудитории, в приёмной. Во многом с именем Сорокина связаны успехи РАТД им. М. Горького не только в России, но и далеко за её пределами.

Памятная доска в Ростове-на-Дону

Скончался 26 марта 2013 года после продолжительной болезни в Ростове-на-Дону.
В марте 2014 года в Ростове-на-Дону на фасаде здания Ростовского академического театра драмы им. М. Горького Николаю Евгеньевичу Сорокину открыли мемориальную доску. В церемонии открытия приняли участие губернатор Ростовской области Василий Голубев, народный артист СССР Михаил Бушнов и вдова Тамара Сорокина.

## Семья
- Супруга — Тамара Александровна Сорокина, гримёр Ростовского театра драмы имени Максима Горького.
- Дочь — Алина Сорокина.

## Творчество

### Актёрские работы
Ростовский академический театр драмы имени Максима Горького (избранное 1976—2006 гг.)
- Г. Запольская «Мораль пани Дульской» — Збышко
- М. Зощенко «Горько» — Владимир Завитушкин, жених
- Л. Карелин «Змеелов» — Олег Белкин
- Б. Брехт «Трёхгрошовая опера» — Маттиас
- М. Шатров «Шестое июля» — Саблин
- М. Горький «Последние» — Александр
- А. Дударев «Порог» — Шаргаев
- В. Мережко «Ночные забавы» — Езепов
- К. Гольдони «Забавный случай» — Ричард
- А. Чхаидзе «Понедельник — день обычный» — Авалиани
- А. Толстой «Царь Фёдор Иоаннович» — князь Хворостинин, воевода сторонник Шуйских
- Э. Брагинский, Э. Рязанов «Аморальная история» — Кирилл
- В. Вишневский «Оптимистическая трагедия» — Сиплый
- А. Островский «Горячее сердце» — Тарах Тарасович Хлынов, богатый подрядчик
- В. Шукшин «Я пришёл дать вам волю» — царь Алексей Михайлович Тишайший
- А. Копков «Золотой слон» — Курицын
- Р. Тома «Тайна дома Вернье» — Мишель Старо
- Э. Олби «Все в саду» — Джек
- М. Шолохов «Поднятая целина» — Макар Нагульнов, руководитель партийной организации хутора Гремячий Лог
- А. Чехов «Вишнёвый сад» — Ермолай Алексеевич Лопахин, купец
- Э. Радзинский «Театр времён Нерона и Сенеки» — император Нерон
- В. Войнович, Г. Горин «Кот домашний средней пушистости» — Трёшкин
- М. Шатров «Дальше…дальше…дальше…» — Иосиф Сталин
- Р. Тома «Ловушка» — комиссар полиции
- Людмила Разумовская, Ф. Шиллер «Мария Стюарт» — Джеймс Босуэлл
- Н. Гоголь «Ревизор» — Артемий Филиппович Земляника, попечитель богоугодных заведений
- М. Шатров «Диктатура совести» — Пётр Верховенский
- Е. Корнилов «Честь имею, или последние дни атамана Каледина» — атаман Каледин
- У. Шекспир «Король Лир, или Всемирный театр дураков» — Шут
- А. Пушкин «Маленькие трагедии. Моцарт и Сальери» — Сальери
- Р. Розенблит «Виктория» — Иосиф Сталин
- Г. Фигейредо «Эзоп» — Ксанф, философ
- У. Шекспир «Ричард III» — Ричард III, король Англии
- А. Пушкин «Борис Годунов» — Борис Годунов
- А. Грибоедов «Горе от ума» — Павел Афанасьевич Фамусов, дворянин
- Ф. Достоевский «Дело Карамазовых» — Фёдор Карамазов

### Режиссёрские постановки
Ростовский академический театр драмы имени Максима Горького
- Р. Тома «Ловушка»
- Е. Корнилов «Честь имею, или Последние дни атамана Каледина»
- Д. Голубецкий «Мишанька»
- Лопе де Вега «Влюблёна, умна, хитра»
- Р. Харвуд «Квартет»
- М. Шолохов «Судьба человека»
- А. Островский «На бойком месте»
- Н. Птушкина «Пока я жива»
- Д. Патрик «Странная миссис Сэвидж»
- Д. Голубецкий «Счастливый билет»
- А. Дюма «Три мушкетёра»
- И. Крылов «Урок дочкам»
- В. Соллогуб «Беда от нежного сердца»
- А. Чехов «Невидимые миру слёзы»
- Д. Голубецкий «Как Чучуня хотела обмануть деда Мороза»
- А. Николаи «Бабочка, бабочка»
- М. Коломенский «Клад Кариатиды»
- Н. Гоголь «Ревизор»
- Мольер «Мещанин во дворянстве»
- Д. Голубецкий «Волшебный посох»
- Н. Птушкина «При чужих свечах»
- Г. Мопассан «Милый друг»
- Д. Голубецкий «Емелин Новый Год»
- А. Борисов «Женитьба гусара»
- Т. Джюдженоглу «Маляр»
- Д. Голубецкий «Чудеса Новогоднего леса»
- А. Толстой «Невероятные приключения Буратино»
- Н. Саймон «Калифорнийская сюита»
- Д. Голубецкий «Новогодний поросёнок»
- Р. Болт «Королева»
- М. Горький «Васса Железнова»
- А. Геворкян «Тигран Великий»[11]
- Д. Голубецкий «Волшебный сундучок»
- А. Чехов «Вишнёвый сад»
- Г. Горин «Шут Балакирев»
- Л. Ворон, И. Ворон «Семейный портрет с картиной»
- В. Соловьёв «1812-й год. Фельдмаршал Кутузов»
- В. Мухарьямов «В тени виноградника»
- Н. Сорокин "Ежегодное Новогоднее шоу «Брызги шампанского» (1997—2013 гг.):
- «Брызги шампанского-1»
- «Брызги шампанского-2»
- «Брызги шампанского-3»
- «Брызги шампанского-4. Двухтысячный»
- «Брызги шампанского-5. Знаки Зодиака»
- «Брызги шампанского-6»
- «Брызги шампанского-7»
- «Брызги шампанского-8. Восьмое чудо света»
- «Брызги шампанского-9. Легенды моря»
- «Брызги шампанского-10. Новый год в России»
- «Брызги шампанского-11. Лики любви»
- «Брызги шампанского-12. Двенадцать»
- «Брызги шампанского-13. Праздник быка (Fiesta del toro)»
- «Брызги шампанского-14. Тигриный шик»
- «Брызги шампанского-15. Русский секрет»
- «Брызги шампанского-16. Знак успеха»
- «Брызги шампанского-17. Сияние мудрости»

Плевенский кукольно-драматический театр имени Ивана Радоева (Болгария)
- М. Горький «Васса Железнова»[12][13]

### Фильмография
- 1985 — Поднятая целина — Макар Нагульнов
- 2002 — Вовочка — Сидорчук, подполковник начальник поселкового отделения милиции
- 2003 — Убить вечер — хозяин магазина одежды
- 2005 — Атаман — Пётр Демьянович Семёнов, генерал МВД
- 2006 — Последний забой — мэр города
- 2006 — Расписание судеб — Андрей Борисович по прозвищу «Старик (Дедок)», криминальный авторитет

## Звания и награды
- Заслуженный артист РСФСР (1988)
- Народный артист Российской Федерации (1999)
- Орден Дружбы (1996)[14]
- Медаль ордена «За заслуги перед Отечеством» II степени (2002)[15]
- Гран-при фестиваля, премия за оригинальную постановку и прочтение драматургии М. Шолохова в XXI веке — спектакль «Судьба человека» (2005 — Всероссийский театральный фестиваль «Звёзды Победы», г. Рязань)
- Медаль «Благотворитель» (награда в номинации «Дон мой — край мой» благотворительного общественного движения «Добрые люди мира») (2009)
- Грант консульства республики Армения «За историческое полотно, правдиво трактующее древнеармянские традиции» — спектакль «Тигран Великий» (2009)
- Премия имени Н. Акимова за оригинальную постановку — спектакль «Вишнёвый сад» (2010 — IV Всероссийский театральный фестиваль «Русская комедия», г. Ростов-на-Дону)
- Орден «За заслуги перед Ростовской областью» (2012)[16]